# فيليكس فون هارتمان
فيليكس فون هارتمان (بالألمانية: Felix von Hartmann)‏ هو سياسي ألماني، ولد في 15 ديسمبر 1851 في مونستر في ألمانيا، وتوفي في 11 نوفمبر 1919 في كولونيا في ألمانيا.

## مناصب
- انتخب أسقف كاثوليكي.
- انتخب عضو مجلس النواب البروسي اللوردات.
- انتخب أسقف.
- انتخب كاردينال.
- انتخب رئيس الاساقفة.
- انتخب Archbishop of Cologne [الإنجليزية]‏ ( – 11 نوفمبر 1919).